# Stone Hill River
Stone Hill River – rzeka w stanie Nowy Jork, w hrabstwie Westchester. Uchodzi do zbiornika retencyjnego Muscoot Reservoir, główny dopływ rzeki to Broad Brook. Zarówno długość cieku, jak i powierzchnia zlewni nie zostały oszacowane przez USGS.